# Vilafreser
Vilafreser es una entidad de población española del municipio de Vilademúls, perteneciente a la provincia de Gerona, en la comunidad autónoma de Cataluña.

## Toponimia
El lugar puede aparecer referido con las grafías «Vilafreser» y «Vilafraser».

## Historia
Hacia mediados del siglo XIX, el lugar, ya por entonces perteneciente a Vilademúls, tenía contabilizada una población de 86 habitantes. Aparece descrito en el decimosexto y último volumen del Diccionario geográfico-estadístico-histórico de España y sus posesiones de Ultramar de Pascual Madoz con las siguientes palabras:

VILAFRASER: l. en la prov., part. jud. y dióc. de Gerona, aud. terr., c. g. de Barcelona, ayunt. de Vilademuls. sit. en llano, con buena ventilacion y clima templado y saludable, se padecen por lo comun fiebres intermitentes. Tiene 50 casas, y una igl. parr. (San Saturnino) servida por un cura de ingreso, de provision real y ordinaria. El térm. confina N. Vilar y Fallines; E. el mismo; S. San Andres del Terri y Rabos, y O. Sta. Leocadia del Terri. El terreno es de buena calidad, participa de llano y monte con algun bosque arbolado; le cruzan varios caminos locales, y la carretera general de Francia. prod.: trigo, legumbres, cria algun ganado y caza. pobl.: 20 vec., 86 almas. cap. prod.: 1.897,600 rs. imp.: 47,440.
(Madoz, 1850, p. 66)

En 2022, la entidad singular de población tenía empadronados 103 habitantes y el núcleo de población, diecisiete.